# Gare d'Aytré
Ne doit pas être confondu avec gare d'Aytré-Plage.
La gare d'Aytré est une gare ferroviaire française, fermée, de la ligne de Saint-Benoît à La Rochelle-Ville, située rue de la gare, passage à niveau 78, sur le territoire de la commune d'Aytré, dans le département de la Charente-Maritime, en région Nouvelle-Aquitaine.
Ouverte en 1887 par l'administration des chemins de fer de l'État, elle devient en 1938 une gare de la Société nationale des chemins de fer français (SNCF) qui la ferme à une date inconnue, dans les années 1970-1980.

## Situation ferroviaire
Établie à 15 mètres d'altitude, la gare fermée d'Aytré (PN78) est située au point kilométrique (PK) 135,989 de la ligne de Saint-Benoît à La Rochelle-Ville, entre les gares ouvertes de La Jarrie (s'intercale la gare fermée de La Jarne - Saint-Rogatien) et de La Rochelle-Ville.

## Histoire
La section de La Rochelle à Rochefort, de la ligne de Nantes-Orléans à Saintes, est mise en service le 29 décembre 1873 par la Compagnie des chemins de fer des Charentes. Elle traverse Aytré sans qu'il n'y ait une gare, une halte ou un arrêt. La ligne est rachetée par l'État le 18 mai 1878, qui en confie l'exploitation à l'administration des chemins de fer de l'État.

### Halte puis gare de l'État (1887-1937)
Lors de sa session de 1885, le Conseil général indique être informé de l'autorisation de la création d'une station à Aytré, il émet un vœu pour que le projet soit approuvé et rapidement mis en construction. Lors de sa séance du 5 mai 1886, le Conseil général adopte un vœu ayant pour objet la construction rapide d'une halte à Aytré, comme l'a décidée l'Administration des chemins de fer de l'État après les réclamations des populations. Les installations de la halte sont construites en 1886.
Le 28 mai 1887 le conducteur principal G. Patris, informe le Conseil général que les travaux de création de la halte d'Aytré sont achevés et que l'ouverture doit intervenir « très prochainement ». La halte d'Aytré est mise en service le 1er juillet 1887.
En 1900, le Conseil général donne un avis favorable au Conseil d'arrondissement pour ouvrir la halte au service des marchandises. Le 29 septembre 1905, a lieu l'adjudication du chantier d'aménagements de la halte pour une ouverture à la petite-vitesse et l'ajout d'un abri pour les voyageurs.

La gare et son avenue vers 1900
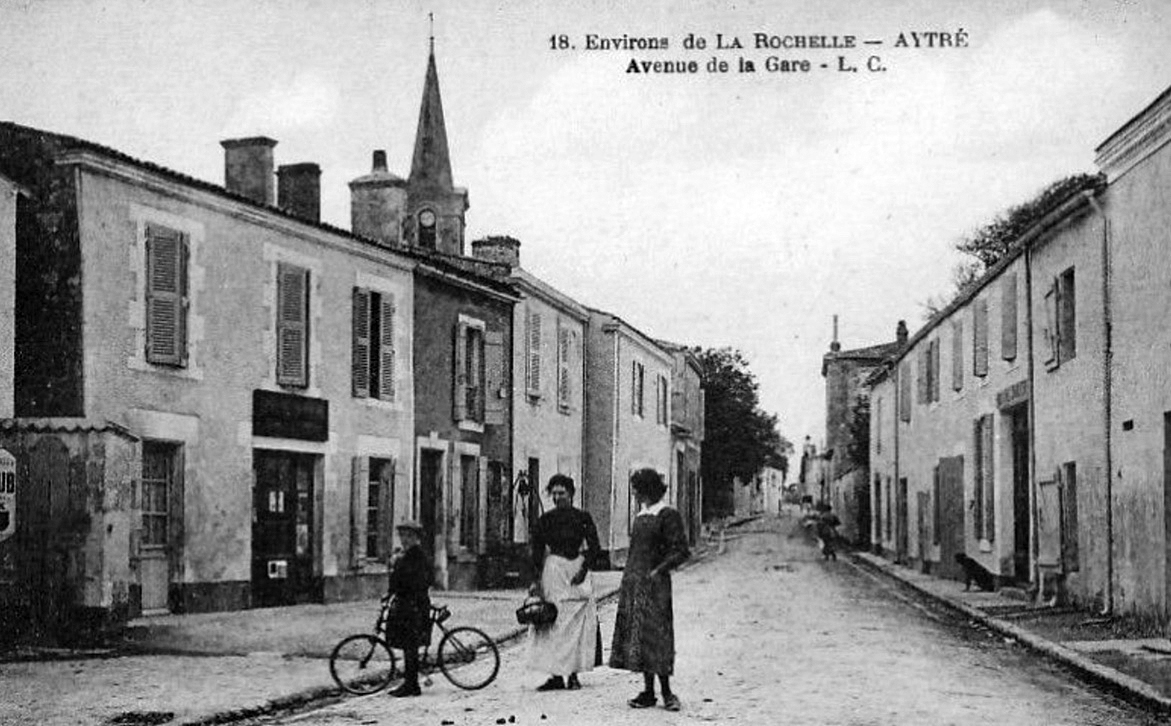
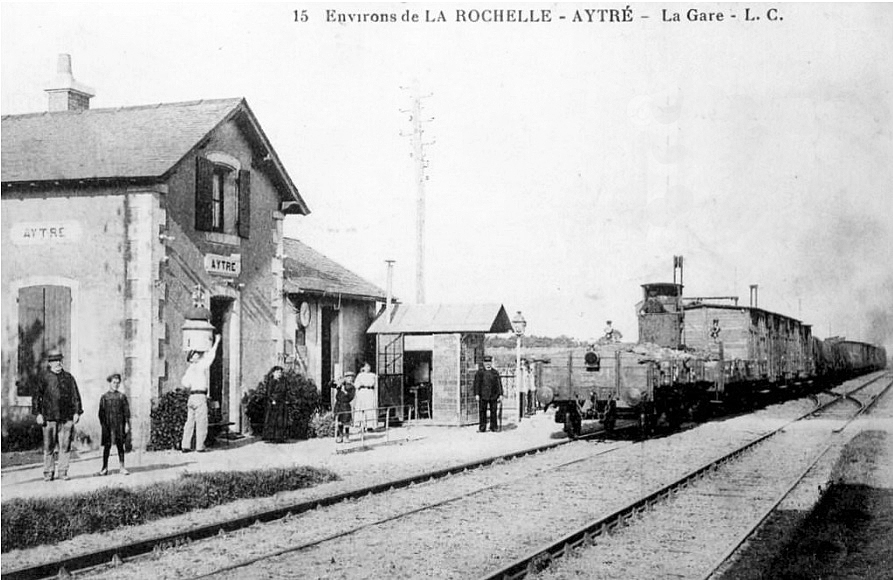

Le 23 mai 1931, la commune est autorisée à faire un emprunt pour installer l'éclairage électrique et le téléphone dans la gare. Le prélèvement de surtaxes locales est autorisé en gare pour permettre le remboursement de l'emprunt.

### Gare de la SNCF (de 1938 à sa fermeture)
Dans les années 1960, le bâtiment voyageurs a été agrandi et un abri est disposé sur le quai 2. Elle est fermée, sans doute, dans les années 1970-1980.

## Patrimoine ferroviaire
L'ancien bâtiment de la gare a été rénové et réaffecté par l'agence de communication PLUSCOM qui y est domicilité au 45 rue de la Gare,.